# Orfelia maiapenai
Orfelia maiapenai är en tvåvingeart som beskrevs av Lane 1950. Orfelia maiapenai ingår i släktet Orfelia och familjen platthornsmyggor. Inga underarter finns listade i Catalogue of Life.